# مطعم بابا كوستا

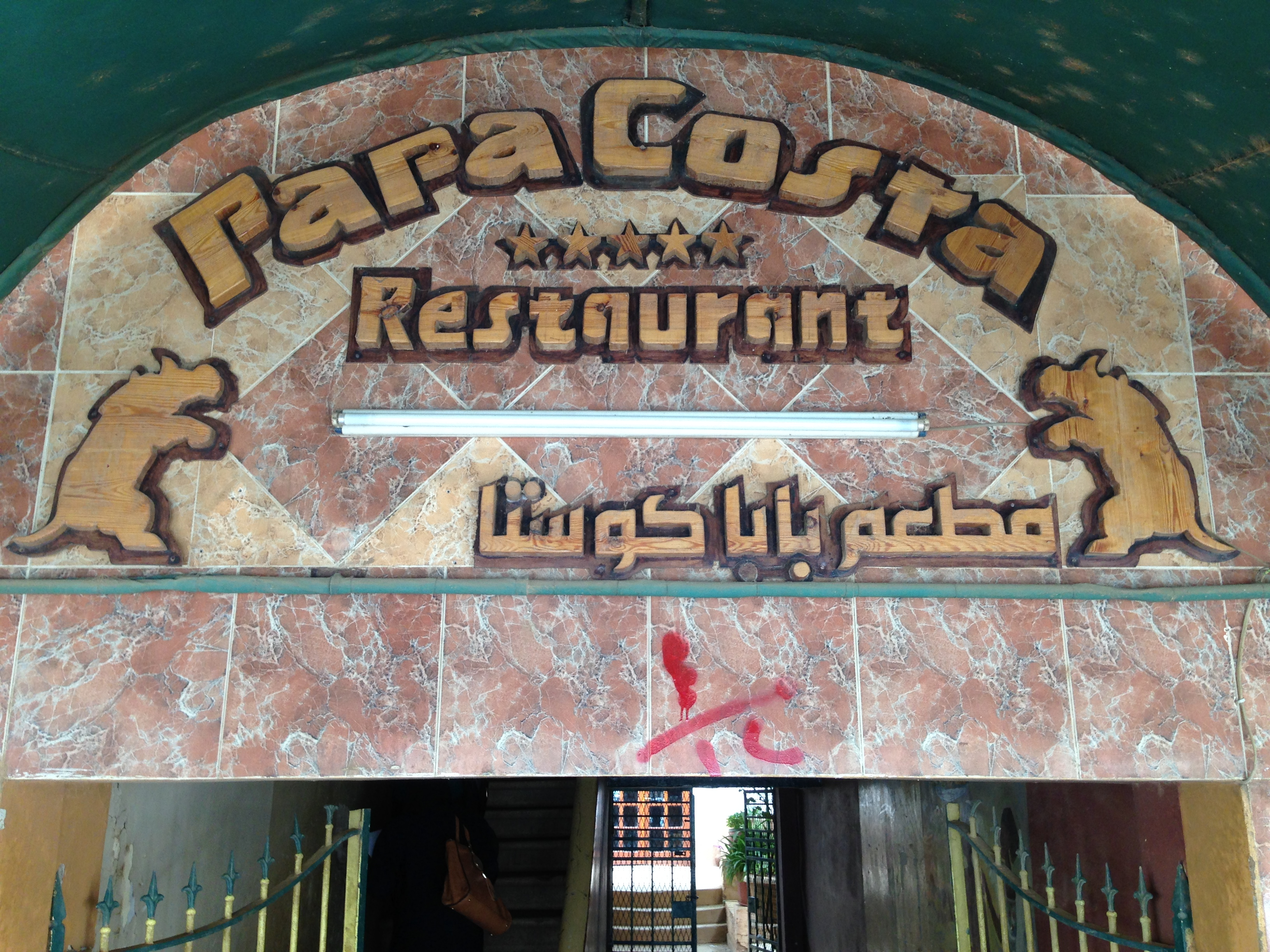
المدخل في عام 2015.

يمثل مطعم بابا كوستا وسط العاصمة السودانية الخرطوم واحدا من المعالم التاريخية التي ارتبطت بسكان الخرطوم، المكان الذي انشأه اليوناني كوستا لصناعة الخبز وتقديم الوجبات، بات قبلة للمثقفين وأهل الفنون ومازال يحتفظ ببريقه.
علماً بأن المكان هو عبارة عن منزل به 4 غرف وصالة والمخبز كان في الجزء الشرقي للمنزل وجزء آخر كان مؤجراً للخطوط الليبية، وكان هذا المخبز يقوم بتوزيع وبيع أجود أنواع المخبوزات في العاصمة قبل إغلاقه و مازال بابا كوستا قبلة لزوار والمثقفين والموسيقين

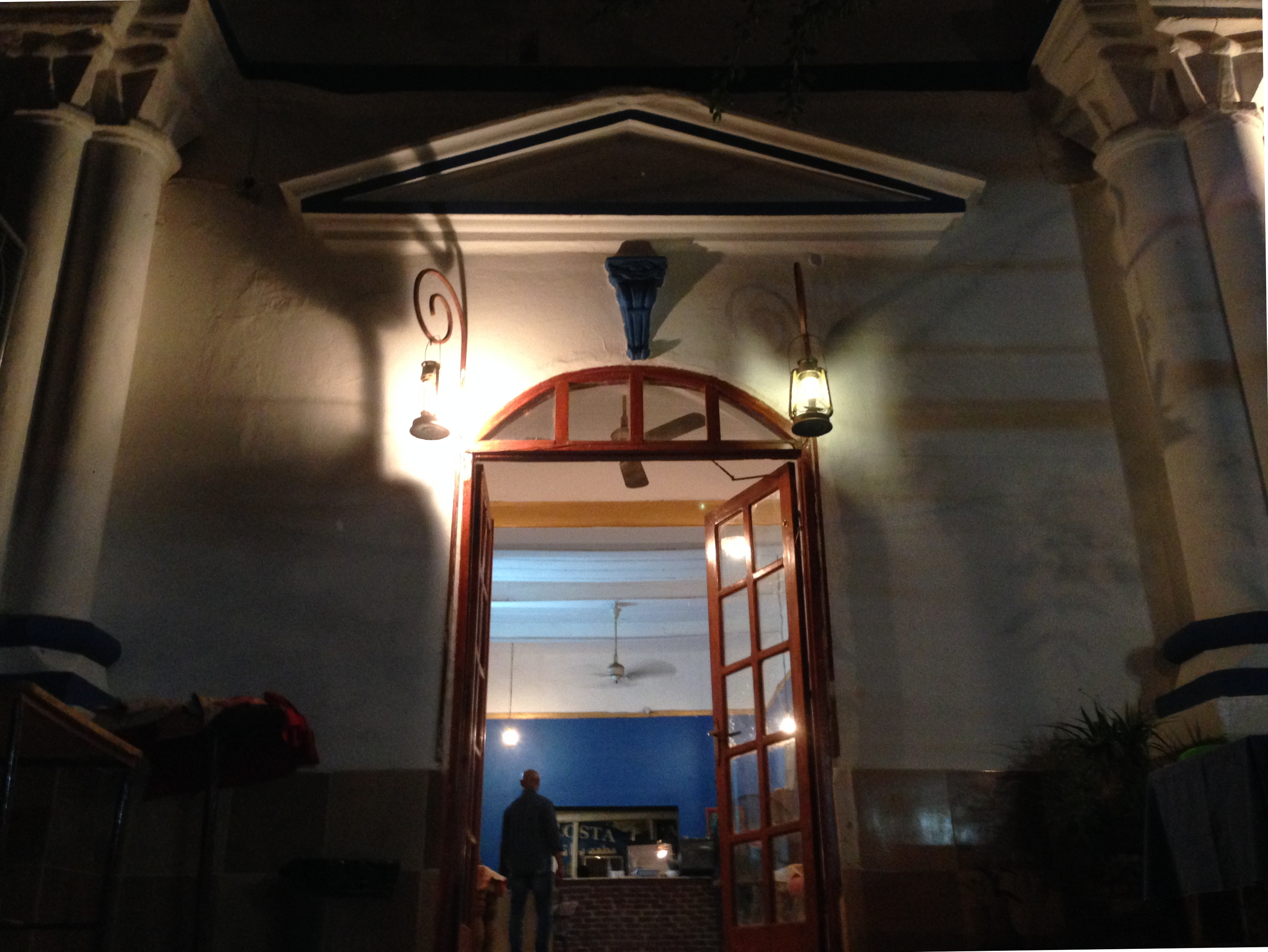
(2015)

## البدايات
بالعودة إلى الوراء قليلا نجد أن بداياته كانت عن طريق أحد أبناء اليونان في العام 1955م، وبعد قرارات الرئيس الراحل جعفر نميري، والتي كانت تتعلق بالتأميم مما تسبب لمالك المحل بيع محله لأحد السودانيين وغادر المنزل.

### المالك الأول
الخواجة “كوستا”، كان قد شيّد مخبزاً حديثاً في الجزء الشرقي من المبنى، ويعتبر أول مخبز أدخل الخبز الحديث إلى السودان.

## الموقع
يقع المطعم في شارع الجمهورية بعد تقاطع القصر مع الجمهورية، بالإتجاه الغربي، جوار فندق صحاري.

## خصوصية المكان
يعتبر بابا كوستا، مثل أتني، الملاذ الآمن للعديد من الأدباء والمثقفين والصحفيين والمشاهير والمفكرين والسياسيين والكُتَّاب، الذين يرتادون المطعم ويعتبرون زبائن دائمين له.

## روابط خارجية
- تقرير قناة العربي القطريه عن المطعم
- تقرير عن المطعم معرض للفنون